# Ronde van Frankrijk 2009/Dertiende etappe
De dertiende etappe van de Ronde van Frankrijk 2009 werd verreden op vrijdag 17 juli 2009 over een afstand van 200 kilometer tussen Vittel en Colmar.
De nummer vier uit het klassement, Levi Leipheimer van Astana, verscheen niet aan de start in Vittel. Hij had een gebroken pols. Ook de Oostenrijker Peter Wrolich van Milram ging niet van start.

## Verloop

### Bergsprints
| Beklimming Côte de Xertigny na 46,0 km | Beklimming Côte de Xertigny na 46,0 km | Beklimming Côte de Xertigny na 46,0 km | 3e cat. 2,0 km à 5,3 % | 3e cat. 2,0 km à 5,3 % |
| Plaats                                 | Naam                                   | Naam                                   | Punten                 |                        |
| Winnaar                                | Juan Manuel Gárate                     | Juan Manuel Gárate                     | 4                      |                        |
| 2                                      | Rubén Pérez                            | Rubén Pérez                            | 3                      |                        |
| 3                                      | Sylvain Chavanel                       | Sylvain Chavanel                       | 2                      |                        |
| 4                                      | Christophe Moreau                      | Christophe Moreau                      | 1                      |                        |

| Beklimming Col de la Schlucht na 105,0 km | Beklimming Col de la Schlucht na 105,0 km | Beklimming Col de la Schlucht na 105,0 km | 2e cat. 8,9 km à 4,2 % | 2e cat. 8,9 km à 4,2 % |
| Plaats                                    | Naam                                      | Naam                                      | Punten                 |                        |
| Winnaar                                   | Rubén Pérez                               | Rubén Pérez                               | 10                     |                        |
| 2                                         | Sylvain Chavanel                          | Sylvain Chavanel                          | 9                      |                        |
| 3                                         | Heinrich Haussler                         | Heinrich Haussler                         | 8                      |                        |
| 4                                         | Egoi Martínez                             | Egoi Martínez                             | 7                      |                        |
| 5                                         | Franco Pellizotti                         | Franco Pellizotti                         | 6                      |                        |
| 6                                         | Gorka Verdugo                             | Gorka Verdugo                             | 5                      |                        |

| Beklimming Col du Platzerwasel na 138,5 km | Beklimming Col du Platzerwasel na 138,5 km | Beklimming Col du Platzerwasel na 138,5 km | 1e cat. 8,7 km à 7,6 % | 1e cat. 8,7 km à 7,6 % |
| Plaats                                     | Naam                                       | Naam                                       | Punten                 |                        |
| Winnaar                                    | Sylvain Chavanel                           | Sylvain Chavanel                           | 15                     |                        |
| 2                                          | Heinrich Haussler                          | Heinrich Haussler                          | 13                     |                        |
| 3                                          | Rubén Pérez                                | Rubén Pérez                                | 11                     |                        |
| 4                                          | Franco Pellizotti                          | Franco Pellizotti                          | 9                      |                        |
| 5                                          | Mikel Astarloza                            | Mikel Astarloza                            | 8                      |                        |
| 6                                          | Alberto Contador                           | Alberto Contador                           | 7                      |                        |
| 7                                          | Lance Armstrong                            | Lance Armstrong                            | 6                      |                        |
| 8                                          | Fränk Schleck                              | Fränk Schleck                              | 5                      |                        |

| Beklimming Col du Bannstein na 165,5 km | Beklimming Col du Bannstein na 165,5 km | Beklimming Col du Bannstein na 165,5 km | 3e cat. 2,1 km à 5,1 % | 3e cat. 2,1 km à 5,1 % |
| Plaats                                  | Naam                                    | Naam                                    | Punten                 |                        |
| Winnaar                                 | Heinrich Haussler                       | Heinrich Haussler                       | 4                      |                        |
| 2                                       | Sylvain Chavanel                        | Sylvain Chavanel                        | 3                      |                        |
| 3                                       | Amets Txurruka                          | Amets Txurruka                          | 2                      |                        |
| 4                                       | Brice Feillu                            | Brice Feillu                            | 1                      |                        |

| Beklimming Col du Firstplan na 179,5 km | Beklimming Col du Firstplan na 179,5 km | Beklimming Col du Firstplan na 179,5 km | 2e cat. 8,4 km à 5,4 % | 2e cat. 8,4 km à 5,4 % |
| Plaats                                  | Naam                                    | Naam                                    | Punten                 |                        |
| Winnaar                                 | Heinrich Haussler                       | Heinrich Haussler                       | 20                     |                        |
| 2                                       | Amets Txurruka                          | Amets Txurruka                          | 18                     |                        |
| 3                                       | Sylvain Chavanel                        | Sylvain Chavanel                        | 16                     |                        |
| 4                                       | Brice Feillu                            | Brice Feillu                            | 14                     |                        |
| 5                                       | Franco Pellizotti                       | Franco Pellizotti                       | 12                     |                        |
| 6                                       | Vincenzo Nibali                         | Vincenzo Nibali                         | 10                     |                        |

### Tussensprints
| Tussensprint Xertigny na 43,5 km |                   |        |
| Plaats                           | Naam              | Punten |
| Winnaar                          | Christophe Moreau | 6      |
| 2                                | Heinrich Haussler | 4      |
| 3                                | Sylvain Chavanel  | 2      |

| Tussensprint Gérardmer na 88,5 km |                   |        |
| Plaats                            | Naam              | Punten |
| Winnaar                           | Rubén Pérez       | 6      |
| 2                                 | Sylvain Chavanel  | 4      |
| 3                                 | Heinrich Haussler | 2      |

| Tussensprint Luttenbach na 124 km |                   |        |
| Plaats                            | Naam              | Punten |
| Winnaar                           | Sylvain Chavanel  | 6      |
| 2                                 | Heinrich Haussler | 4      |
| 3                                 | Rubén Pérez       | 2      |

## Uitslag
| Rang | Renner            | Land                | Ploeg      | Tijd     |
| ---- | ----------------- | ------------------- | ---------- | -------- |
| 1    | Heinrich Haussler | Australië           | Cervélo    | 4u56'26" |
| 2    | Amets Txurruka    | Spanje              | Euskaltel  | op 4'11" |
| 3    | Brice Feillu      | Frankrijk           | Agritubel  | op 6'13" |
| 4    | Sylvain Chavanel  | Frankrijk           | Quick Step | op 6'31" |
| 5    | Peter Velits      | Slowakije           | Milram     | op 6'43" |
| 6    | Thor Hushovd      | Noorwegen           | Cervélo    | z.t.     |
| 7    | Vladimir Jefimkin | Rusland             | AG2R       | z.t.     |
| 8    | Bradley Wiggins   | Verenigd Koninkrijk | Garmin     | z.t.     |
| 9    | George Hincapie   | Verenigde Staten    | Columbia   | z.t.     |
| 10   | Andy Schleck      | Luxemburg           | Saxo Bank  | z.t.     |

## Strijdlustigste renner
| Renner            | Land      | Ploeg   |
| ----------------- | --------- | ------- |
| Heinrich Haussler | Australië | Cervélo |

## Algemeen klassement
| Rang | Renner                | Land                | Ploeg            | Tijd      |
| ---- | --------------------- | ------------------- | ---------------- | --------- |
|      | Rinaldo Nocentini     | Italië              | AG2R             | 53u30'30" |
| 2    | Alberto Contador      | Spanje              | Astana           | op 0'06"  |
| 3    | Lance Armstrong       | Verenigde Staten    | Astana           | op 0'08"  |
| 4    | Bradley Wiggins       | Verenigd Koninkrijk | Garmin           | op 0'46"  |
| 5    | Andreas Klöden        | Duitsland           | Astana           | op 0'54"  |
| 6    | Tony Martin           | Duitsland           | Columbia         | op 1'00"  |
| 7    | Christian Vande Velde | Verenigde Staten    | Garmin           | op 1'24"  |
| 8    | Andy Schleck          | Luxemburg           | Saxo Bank        | op 1'49"  |
| 9    | Vincenzo Nibali       | Italië              | Liquigas         | op 1'54"  |
| 10   | Luis León Sánchez     | Spanje              | Caisse d'Epargne | op 2'16"  |

## Nevenklassementen

### Puntenklassement
| Rang | Renner             | Land                | Ploeg            | Punten |
| ---- | ------------------ | ------------------- | ---------------- | ------ |
|      | Thor Hushovd       | Noorwegen           | Cervélo          | 205    |
| 2    | Mark Cavendish     | Verenigd Koninkrijk | Columbia         | 200    |
| 3    | José Joaquín Rojas | Spanje              | Caisse d'Epargne | 116    |

### Bergklassement
| Rang | Renner            | Land      | Ploeg     | Punten |
| ---- | ----------------- | --------- | --------- | ------ |
|      | Franco Pellizotti | Italië    | Liquigas  | 98     |
| 2    | Egoi Martínez     | Spanje    | Euskaltel | 95     |
| 3    | Brice Feillu      | Frankrijk | Agritubel | 64     |

### Jongerenklassement
| Rang | Renner          | Land      | Ploeg     | Tijd      |
| ---- | --------------- | --------- | --------- | --------- |
|      | Tony Martin     | Duitsland | Columbia  | 53u31'30" |
| 2    | Andy Schleck    | Luxemburg | Saxo Bank | op 00'49" |
| 3    | Vincenzo Nibali | Italië    | Liquigas  | op 00'54" |

### Ploegenklassement
| Rang | Ploeg     | Land       | Tijd       |
| ---- | --------- | ---------- | ---------- |
|      | Saxo Bank | Denemarken | 158u57'08" |
| 2    | AG2R      | Frankrijk  | op 00'34"  |
| 3    | Astana    | Kazachstan | op 00'37"  |

1e etappe ·
2e etappe ·
3e etappe ·
4e etappe ·
5e etappe ·
6e etappe ·
7e etappe ·
8e etappe ·
9e etappe ·
10e etappe ·
11e etappe ·
12e etappe ·
13e etappe ·
14e etappe ·
15e etappe ·
16e etappe ·
17e etappe ·
18e etappe ·
19e etappe ·
20e etappe ·
21e etappe
Startlijst · Eindstanden · Afbeeldingen